# Liste des souverains les plus riches du monde
Le classement des souverains les plus riches du monde est une liste de la fortune des monarques, établie selon l'estimation[Par qui ?][Quand ?] de la richesse personnelle des rois et reines à l'exclusion des biens détenus par l’État ou le gouvernement.

## Classement 2022
| No | Nom                              | Fortune (en dollars américains) | Pays                | Résidence         | Sources de richesses                                            |
| -- | -------------------------------- | ------------------------------- | ------------------- | ----------------- | --------------------------------------------------------------- |
| 1  | Rama X Vajiralonkorn             | 66 milliards                    | Thaïlande           | Palais Chitralada | Immobilier, terre                                               |
| 2  | Salmane ben Abdelaziz Al Saoud   | 18,5 milliards                  | Arabie saoudite     | Riyad             | PIF                                                             |
| 3  | Mohammed ben Zayed Al Nahyane    | 18 milliards                    | Émirats arabes unis | Abu Dhabi         | Abu Dhabi Investment Authority et Mubadala                      |
| 4  | Mohammed ben Rachid Al Maktoum   | 14 milliards                    | Émirats arabes unis | Dubai             | Dubai Holding (en), chevaux, voitures                           |
| 5  | Mohammed VI                      | 8,8 milliards                   | Maroc               | Rabat             | Siger Holding et Al Mada                                        |
| 6  | Hans-Adam II de Liechtenstein    | 7 milliards                     | Liechtenstein       | Vaduz             | Prince of Liechtenstein Foundation (en) et LGT Bank             |
| 7  | Henri de Luxembourg              | 3,5 milliards                   | Luxembourg          | Luxembourg        | Immobilier, secteur bancaire                                    |
| 8  | Tamim ben Hamad al-Thani         | 2,1 milliards                   | Qatar               | Doha              | Qatar Investment Authority                                      |
| 9  | Albert II de Monaco              | 894 millions                    | Monaco              | Monaco            | Société des bains de mer, œuvres d'art, voitures de collections |
| 10 | Haïtham ben Tariq                | 700 millions                    | Oman                | Mascate           | Pétrole                                                         |
| 11 | Charles III                      | 680 millions                    | Royaume-Uni         | Londres           | Terres, immobilier, bijoux, œuvres d'art, bourse, chevaux       |
| 12 | Nawaf al-Ahmad al-Jaber al-Sabah | 600 millions                    | Koweït              | Koweït            | Pétrole                                                         |
| 13 | Charles XVI Gustave              | 500 millions                    | Suède               | Stockholm         | Immobilier                                                      |
| 14 | Abdallah II                      | 337 millions                    | Jordanie            | Amman             | Immobilier                                                      |
| 15 | Margrethe II                     | 40 millions                     | Danemark            | Copenhague        | Immobilier                                                      |
| 16 | Harald V                         | 30 millions[réf. nécessaire]    | Norvège             | Oslo              | Immobilier                                                      |
| 17 | Willem-Alexander des Pays-Bas    | 20 millions                     | Pays-Bas            | La Haye           | immobilier                                                      |
| 18 | Philippe de Belgique             | 13 millions                     | Belgique            | Bruxelles         | Immobilier                                                      |
| 19 | Felipe VI d'Espagne              | 2,6 millions                    | Espagne             | Madrid            | Immobilier, œuvres d'art, bijoux                                |